# Каяани
Ка́яани, также Ка́яни, в финляндских русскоязычных изданиях — Кайаани (фин. Kajaani, швед. Kajana) — финский город в ляни Оулу к юго-востоку от озера Оулуярви. 31-й по населению город Финляндии. По состоянию на 31 декабря 2021 года население города составляет 36 498 человек.

## История
Каяани был одним из городов, основанных в 1651 году шведским генерал-губернатором Финляндии Пер Браге. Город назван по реке Каяани. В то время регион Кайнуу был важным для производства смолы, получаемой из сосны, а торговля смолой была его основной отраслью. В 1653—1654 годы по решению окружных судов Каяани и Соткамо было начато строительство дороги между Сярайсниеми и Раахе, что значительно улучшило коммуникации в регионе.
Во время Северной войны замок Каяани был вынужден сдаться русским войскам. Замок был взорван в марте 1716 года, и с тех пор он разрушен. 17 октября 1808 года генерал Юхан Август Сандельс одержал ключевую победу к югу от Каяани под Иисалми во время битвы при Иденсальми, когда его армия, насчитывающая всего 1800 человек, победила 6-тысячную русскую армию. На восточной стороне реки установлен памятник в честь этого события.
Каяани сильно пострадал от голода 1867—1868 годов, который опустошил большую часть Финляндии, но город постепенно восстановился и к концу столетия вырос до более чем 1200 жителей. Ратуша Каяани была построена в 1831 году, бывшая городская библиотека в 1852 году, первая начальная школа Кайнуу в 1883 году и церковь Каяани в 1896 году.

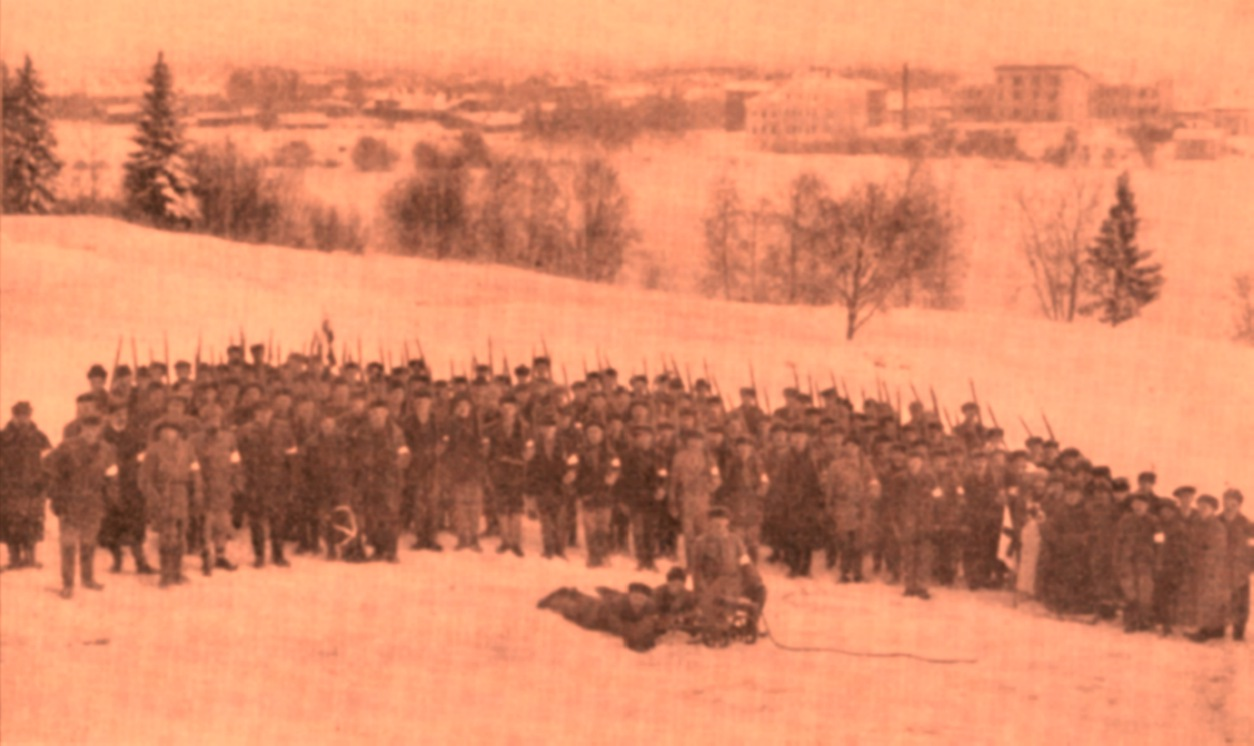
Партизанский полк Каяани

С осени 1917 в Каяани обострилось противоборство между социалистической Красной гвардией и консервативно-националистическим Охранным корпусом (Шюцкор). В конце января 1918 стал очевиден назревающий в Хельсинки захват власти пробольшевистским правительством. Консервативные активисты в Каяани решили действовать на упреждение. 24 января 1918 состоялось собрание местных бойцов Шюцкора. Было решено сформировать белый партизанский полк для вооружённой борьбы против красных. Начальником штаба стал почтмейстер Теодор Стрёмберг.
21 марта (по другим данным — в апреле), Партизанский полк Каяани был преобразован в 1-й батальон полка Северного Саво и включён в войсковую группу белых Саво. Командование было поручено лейтенанту Э. Рихтниеми (фин. Elja Rihtniemi). Общая численность формирования достигала 582 человек. Отряд принимал участие в крупных сражениях гражданской войны — взятии Куопио, Ийсалми, Выборга.
Население города выросло в 1960-х годах до 14 тысяч жителей. Промышленное развитие в 1970-х годах и слияние отдельного сельского муниципалитета Каяани, Каяанин-Маалайскунта и города в 1977 году привели к росту населения до 34 574 к 1980 году. Вуолийоки был объединён с Каяани в начале 2007 года.
В 2012 году в Каяани произошел разлив нефти. 110 тонн маслянистой воды просочились в реку, и в конечном итоге попали в озеро Оулуярви.

### Известные жители
В этом городе родился видный финский военачальник Дидрик фон Эссен; служил окружным врачом один из выдающихся деятелей финской культуры Элиас Лённрот. Во время гражданской войны 1918 в Каяани был сформирован белый партизанский отряд, одним из бойцов которого был Урхо Кекконен.

## Население
| Население Каяани | Население Каяани | Население Каяани | Население Каяани | Население Каяани |
| 1987             | 1990             | 1997             | 2000             | 2002             |
| ---------------- | ---------------- | ---------------- | ---------------- | ---------------- |
| 36 056           | ↗36 428          | ↗36 541          | ↘36 088          | ↘35 842          |
| 2004             | 2010             | 2015             | 2022             |                  |
| ↘35 675          | ↗38 157          | ↘37 714          | ↘36 322          |                  |

На 31.12.2021 в Каяани проживало около 36493 человек. Среди них финноязычных было около 34841 человек, или же 95,5% населения. Шведоязычных—39 человек, или 0,1% населения. На саамском языке разговаривало всего 2 человека.
На других языках разговаривало 1611 человек, или 4,4% населения. Этими языками являются русский (622 говорящих), арабский (186 говорящих), курдский (68 говорящих), сомалийский (67 говорящих), английский (53 говорящих), тайский (48 говорящих), эстонский (40 говорящих), персидский (34 говорящих), тигринья (33 говорящих), испанский (28 говорящих), китайский (26 говорящих), польский (25 говорящих), украинский (22 говорящих), суахили (21 говорящих), португальский (19 говорящих), вьетнамский (19 говорящих), амхарский (18 говорящих), руанда (18 говорящих), турецкий (18 говорящих), тагальский (17 говорящих), туркменский (17 говорящих), немецкий (14 говорящих) и албанский (10 говорящих) языки.
В 2021 году 71% населения принадлежало Евангелическо-лютеранской церкви Финляндии, и 2,9% принадлежало другим религиям. 26,1% не принадлежало ни к одной религии.

## Климат
| Показатель                    | Янв. | Фев. | Март | Апр. | Май | Июнь | Июль | Авг. | Сен. | Окт. | Нояб. | Дек. | Год |
| ----------------------------- | ---- | ---- | ---- | ---- | --- | ---- | ---- | ---- | ---- | ---- | ----- | ---- | --- |
| Абсолютный максимум, °C       | 6    | 5    | 11   | 21   | 27  | 30   | 31   | 31   | 28   | 15   | 10    | 6    | 31  |
| Средний максимум, °C          | −8   | −7   | −1   | 5    | 12  | 18   | 20   | 17   | 12   | 5    | −2    | −7   | 5,3 |
| Средняя температура, °C       | −10  | −9   | −6   | 0    | 6   | 12   | 16   | 14   | 8    | 2    | −2    | −7   | 3   |
| Средний минимум, °C           | −14  | −14  | −10  | −4   | 2   | 8    | 11   | 9    | 5    | 0    | −6    | −11  | −2  |
| Абсолютный минимум, °C        | −41  | −37  | −35  | −25  | −11 | −3   | 3    | −3   | −7   | −22  | −26   | −35  | −41 |
| Норма осадков, мм             | 19   | 19   | 19   | 16   | 23  | 39   | 43   | 47   | 29   | 31   | 24    | 21   | 330 |
| Источник: Weatherbase, FORECA |      |      |      |      |     |      |      |      |      |      |       |      |     |

## Экономика
Деревообрабатывающий завод лесопромышленного концерна UPM в июне 2012 года был продан другому собственнику в связи с чем избежал закрытия и расформирования.
С сентября 2013 года оптовый магазин Кодинтукку в Каяани стал принимать к оплате кроме евро также и российские рубли.
Кроме этого в городе действуют несколько гидроэлектростанций. Старейшими из них являются Аммакоски (1917 год) и Койвукоски (1943 год).

### Печатные издания
Газета Kotiseutuplus, выходящая в Каяни как на финском, так и на русском языках, в 2012 году получила специальное разрешение на распространение своей продукции в России, в городе Костомукша (ранее ввоз печатной продукции через МАПП Вартиус из Финляндии в Россию был запрещён). В настоящее время 10 тыс. экземпляров газеты бесплатно распространяются в России.

## Наука
По состоянию на июнь 2022 года в Каяани находится один из финских научных IT-центров, в нём установлен один из суперкомпьютеров ЕС, проекта EuroHPC JU, суперкомпьютер «LUMI». В июне 2022 года «LUMI» стал самым быстрым суперкомпьютером в Европе и ЕС, и третьим в мире в рейтинге Top500. По состоянию на ноябрь 2022 года «LUMI» занимает третье место в мире в рейтинге Top500 и имеет заявленную производительность в 309,10 петафлопс, а пиковую — 428,70 петафлопс при среднем энергопотреблении порядка 6 МВт.

## Культура

### Достопримечательности

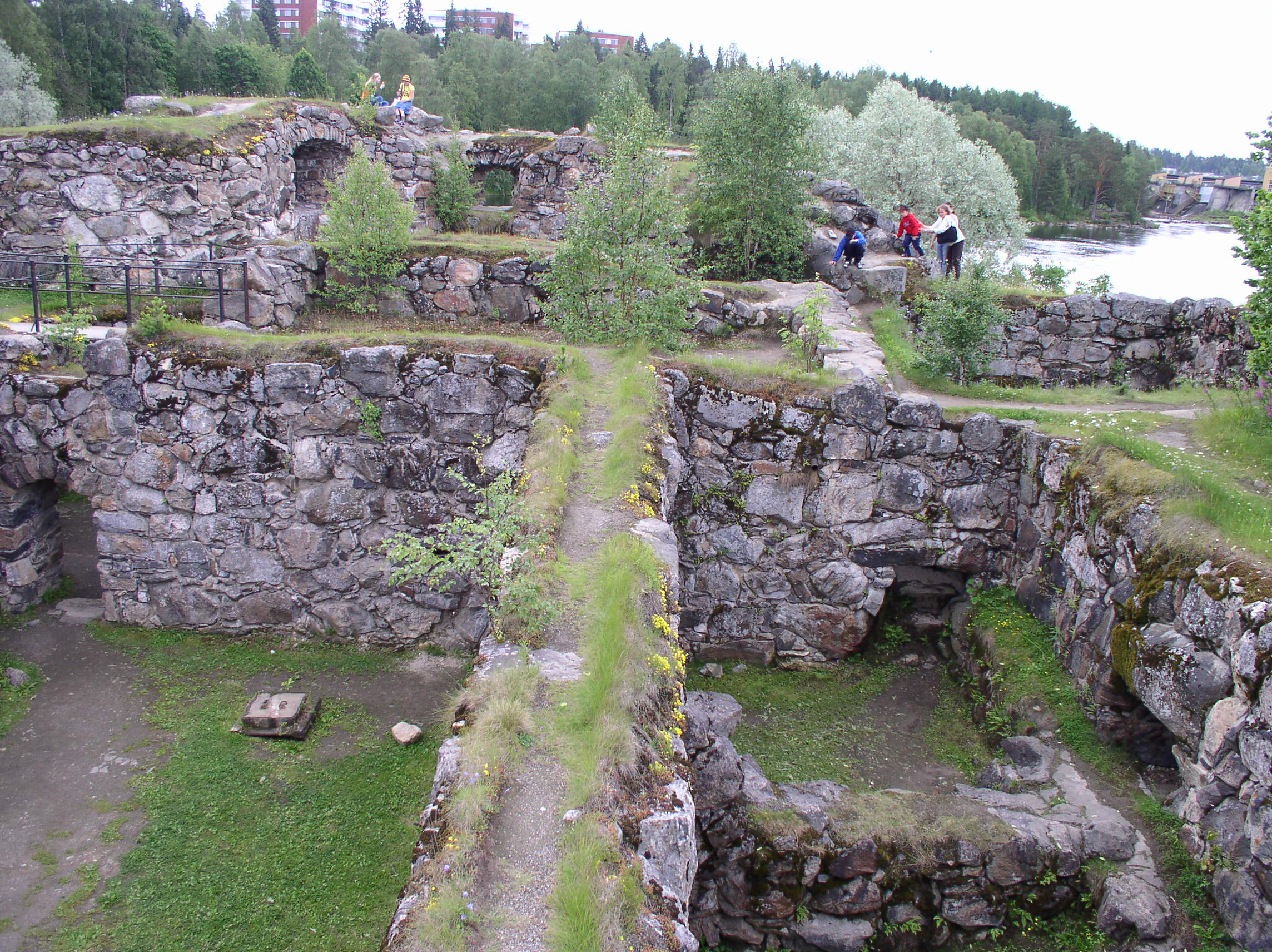
Развалины замка Каяани

В 1604 году шведский король Карл IX приказал построить в городе Каяани крепость. Каянеборг был нужен Швеции, чтобы укрепить свою власть в регионе Кайнуу, перешедшему под власть шведской короны в 1595 году по Тявзинскому мирному договору. В 1700 году началась Великая северная война, и в 1712 году Каяани и окружающие деревни были сожжены. В 1715 году русские войска окружили замок и потребовали его сдачи, но вынуждены были отступить. Полгода спустя генерал Ф. Г. Чекин вернулся с 4000 солдат и снова окружил замок, который оставался в осаде пять недель, пока Йоханн Гендрик Фиандт 24 февраля 1716 года не был вынужден сдаться. В марте 1716 года генерал Чекин взорвал замок.
В 1831 году была построена городская ратуша. Она является старейшим зданием в центре города. После реставрации ратуши в ней разместились офисы и туристическое информационное агентство.
В 1835 году было завершено строительство единственной в провинции усадьбы Каролинебург. Она была построена Фредриком Каламниусом, в то время судьёй Каяами. Своё название усадьба получила в 1987 году по имени нового собственника здания. В настоящий момент она используется как гостиница и ресторан. Главное здание было реконструировано в 2014 году, реконструкция пристроенных корпусов продолжается.

### Музеи

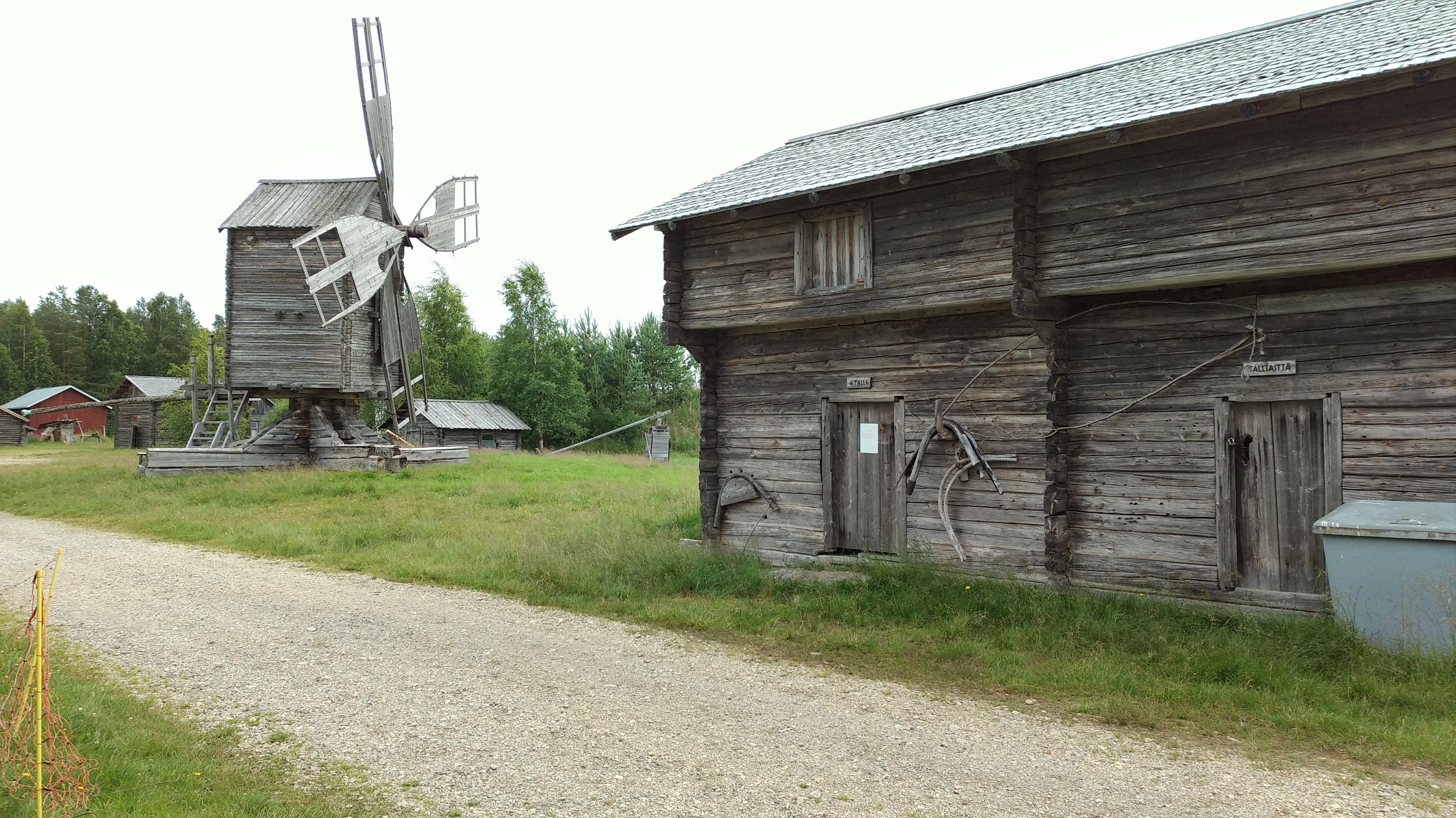
Крестьянский музей

Город является крупным культурным центром. В 1930 году в городе открылся областной музей Кайнуу. Он представляет историю и культуру провинции Кайнуу и историю города Каяани. На выставке представлено использование древесины, производство и транспортировка смолы, жизнь Элиаса Лённрота, военная история района и жизнь старого города Каяани. В музее Кайнуу также имеется коллекция из 306 000 фотографий, различные архивные материалы и справочники.
Крестьянский музей был открыт в 1991 году и представляет собой небольшую деревню, созданную из деревянных строений, перенесённых сюда из разных частей провинции. Более 30 зданий и сооружений в музейной зоне иллюстрируют населенные пункты и дворы на рубеже XIX и XX веков. В музее около 4000 предметов. Музей открыт в летние месяцы.
В 1993 году в старом здании полицейского участка города был открыт художественный музей. Коллекция музея — это в основном финское искусство 1980-х и 1990-х годов. Она представлена в нескольких общественных пространствах города.

### Религия

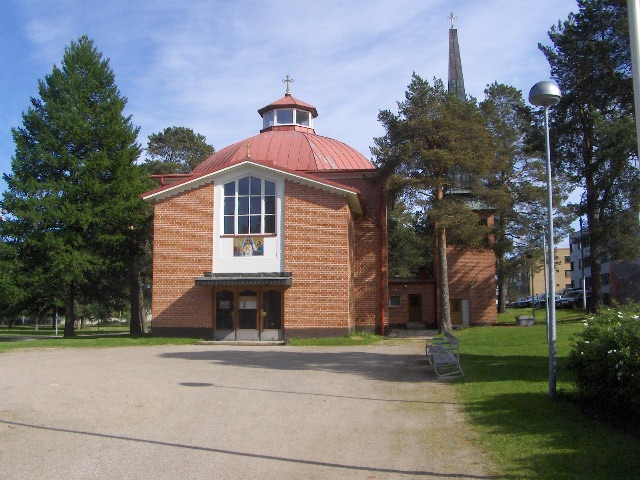
Церковь Преображения Господня в Каяани

Первая церковь Каяани была построена в 1656 году и просуществовала в течение 60 лет. Вторая церковь возведена в 1735 году и прослужила 160 лет. Нынешнее здание было построено в 1897 году и представляет образец деревянного зодчества в стиле неоготики.
Старейшим сохранившимся религиозным зданием в городе является церковь Палтаниеми, в деревне Палтаниеми, которая ныне входит в городскую агломерацию. Первое здание было построено в 1556 году, а нынешний храм был сооружён в 1726 году.
На территории деревни Вуолийоки, входящей в состав города, расположена единственная каменная церковь в провинции Кайнуу — церковь Вуолийоки. Она была построена в 1906 году. В настоящее время храм вмещает 420 верующих.
Для окормления православной общины в городе находится церковь Преображения Господня, построенная в 1959 году по проекту архитектора Илмари Ахонена. Внутреннее убранство церкви выполнено в стиле византийской храмовой традиции, фрески покрывают стены от пола до купола. Над росписью церкви более 17 лет работали наиболее известный в Финляндии иконописец Петрос Сасаки и киприот Алкивиад Кеполис. Эту церковь иногда называют «Византийской жемчужиной» и считают одной из самых красивых в Финляндии.

## Спорт

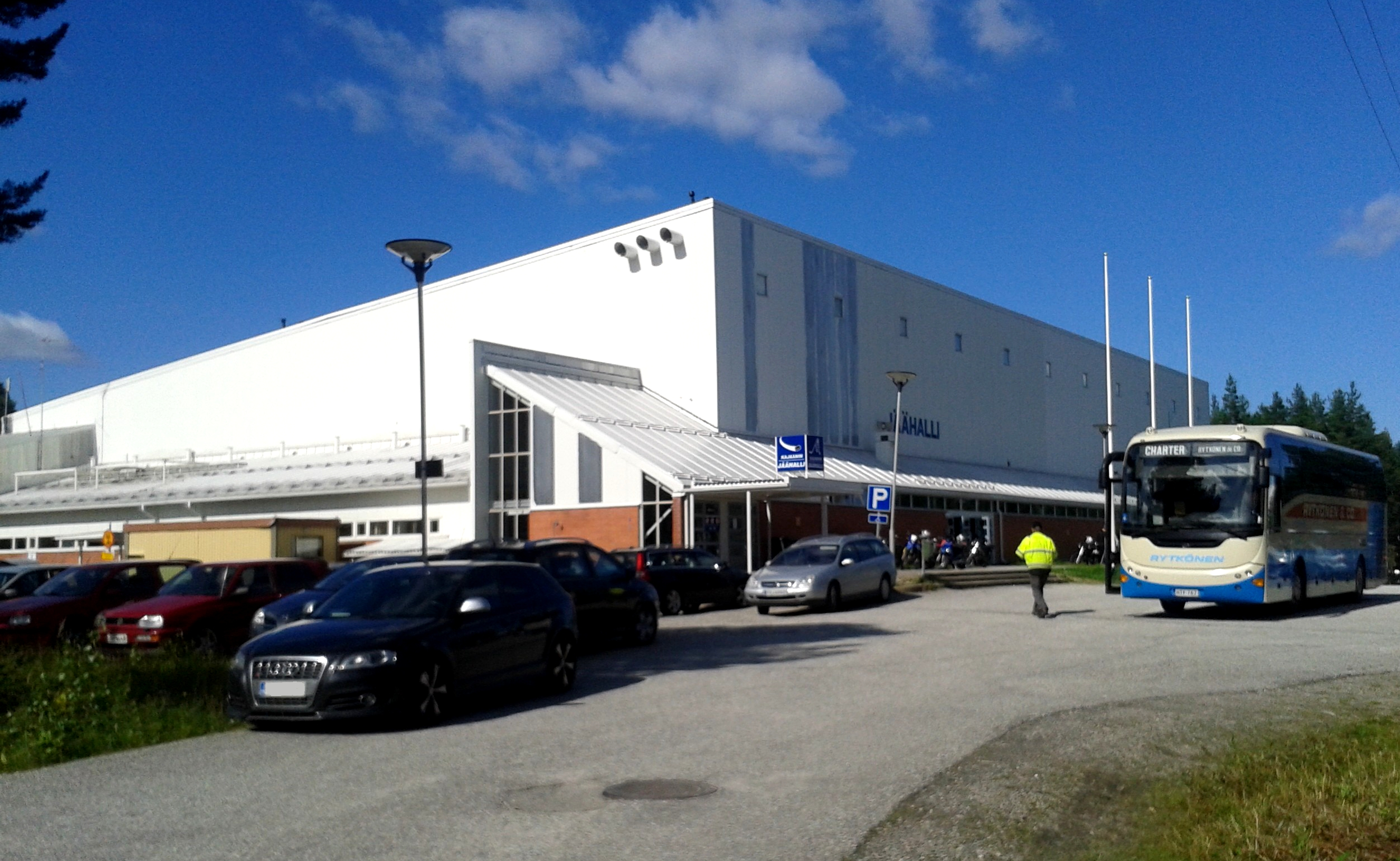
Ледовая арена Каяани

В городе расположен один из старейших центров по прыжкам с трамплина — Вимпелинваара. Он был построен на одноимённом холме в 1934 году. Дважды принимал Чемпионат Финляндии по лыжным видам спорта — в 1959 и 1970 годах. В 2017 году самый большой трамплин К-60 был снесён. Малые трамплины будут реконструированы для дальнейшего использования.
В 1989 году в городе был открыт Ледовый дворец Каяани. Он является домашним стадионом для команды по хоккею Каяани Хокки (существует с 1968 года), которая выступает в 3-м по уровню дивизионе Финляндии. Вместимость арены составляет 2 372 зрителя. Каток используется для проведения тренировок и соревнований по хоккею, фигурному катанию, хоккею с мячом, а также для массового катания.
В 2001 году был открыт спортивный парк Каяани, тогда было сооружено песчаное бейсбольное поле, которое стало домашним для женской команды Каяани Паллокеро. В 2006 году по программе УЕФА HatTrick было создано футбольное поле с трибунами общей вместимостью 800 зрителей. Оно стало домашним сразу для трёх футбольных команд.

## Транспорт

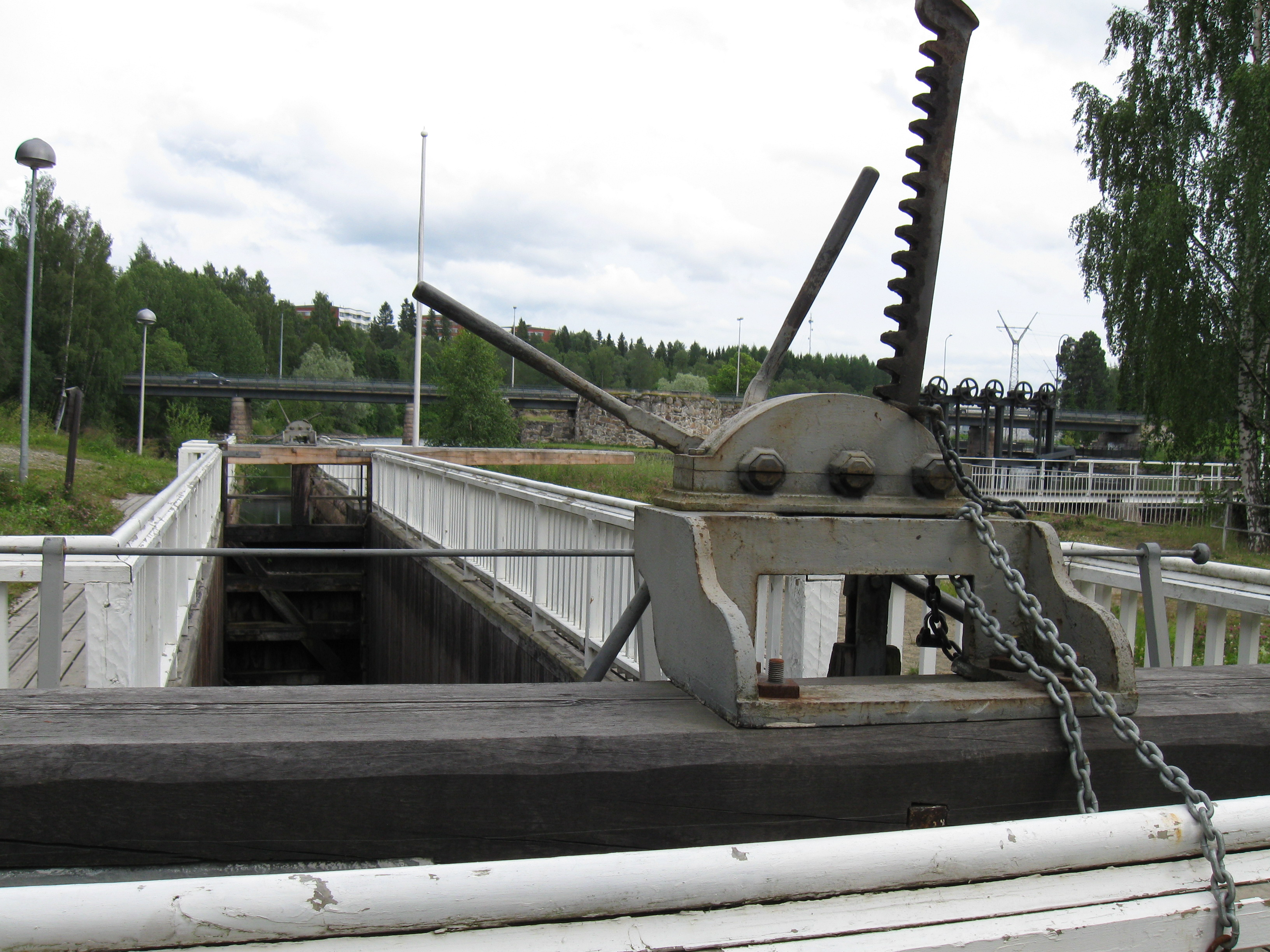
Смоляной канал Каяани

Одним из первых видов транспорта в городе стал водный. Так, в 1836—1845 годах, был построен Смоляной канал. Он был необходим для обеспечения транспортировки гудрона из северной Финляндии. Канал функционировал по 1915 год, после чего был восстановлен только в 1984 году. В настоящее время он является единственным функционирующим каналом для транспортировки смолы в мире.
В 1905 году в город была проведена железнодорожная ветка длиной 83 км от города Ийсалми. Здание вокзала было спроектировано Густавом Нюстрёмом. Это здание в стиле модерн часто называют самым красивым вокзалом Финляндии. В 2005 году пути были электрифицированы. Продажа билетов на станции прекратилась 2 августа 2014 года, но на станции есть билетный автомат.
В 1957 году в 7 километрах от центра города был открыт аэропорт Каяани. Он располагает взлётно-посадочной полосой длиной 2,5 км с асфальтовым покрытием. Пассажиропоток на 2011 год составил 78 тысяч человек.

## Города-побратимы

Памятная доска в Ростове-на-Дону

- Ростов-на-Дону, Россия (в городе есть улица Каяни)
- Сегежа, Россия
- Маркетт, США
- Ньиредьхаза, Венгрия
- Швальм-Эдер, Германия
- Эстерсунд, Швеция
- Цзюцзян, Китай